# Reinhard Weis
Pour les articles homonymes, voir Weis.
Reinhard Weis (né le 12 mars 1949 à Tangermünde) est un homme politique allemand (SPD). De 1990 à 2005, il est député du Bundestag.

## Biographie
En 1990, il est élu sur la liste du Parti social-démocrate d'Allemagne (SPD) en Saxe-Anhalt. À partir de 1994, Weis est élu directement membre de la circonscription d'Altmark. Aux élections fédérales de 2002, il obtient 45,2% des votes. Weis ne se présente pas de nouveau aux élections fédérales de 2005. Son successeur en tant que député est Marko Mühlstein.
Du 18 mars au 2 octobre 1990, il est député à la première Chambre du peuple librement élue de la RDA .
Reinhard Weis est candidat du SPD aux élections municipales de Stendal en février 2008 et perd en récoltant 18,1% des voix.